# Blå Bergens Borduner
Blå Bergens Borduner, BBB, är en svensk folkmusikgrupp som fanns 1984–1995 och som har återuppstått igen. 
Gruppen bildades av Anders Norudde (tidigare Stake), Göran "Freddy" Fredriksson och Ulf Karlsson. 1987 blev även Stefan Ekedahl medlem. 
Man spelar traditionell, nykomponerad och nyarrangerad svensk folkmusik på sitt eget sätt. 
Det traditionella låtmaterialet har huvudsakligen sitt ursprung i Värmland, Närke och Dalarna. En huvudingrediens är den svenska säckpipan som Anders, Ulf och Stefan spelar.
1993 släppte BBB en CD-skiva med gruppens namn. Kort därefter splittrades gruppen. Flera av låtarna som spelades in på skivan är ännu idag (2008) populära på spelmansstämmorna i Närke och Västmanland. 
BBB var en av de grupper som medverkade till att popularisera folkmusiken i Örebro län.
2015 släppte så BBB ett nytt album med namnet "Inga kônstigheter". Med detta album lyckas de med bedriften att ha samma omslag som på deras album från 1993, med den enda skillnaden att medlemmarna är ca 20 år äldre på bilden.

## Medlemmar
Samtliga fyra i BBB är idag aktiva folkmusiker i olika sammanhang.
- Anders: fiol, moraharpa, svensk säckpipa
- Freddy: bouzouki, gitarr, lira
- Ulf: fiol, svensk säckpipa
- Stefan: cello, tvärflöjt, svensk säckpipa

## Diskografi
- Blå bergens borduner (1993)
- Inga kônstigheter (2015)[1]